# SR-71黑鳥式偵察機
SR-71“黑鳥”（英文：SR-71 Blackbird）是美國空軍所使用的一款三倍音速長程戰略偵察機，洛克希德以A-12為基礎，同系列的另一款機型是YF-12攔截機。SR-71是由美國軍火工業的傳奇人物凯利·约翰逊所領導的臭鼬工廠操刀設計，該工廠同樣也設計了P-38閃電式戰鬥機及U-2偵察機等知名的軍機作品。随着U-2于苏联领空被擊落，这款原本機密的亚音速侦察机知名度大增，艾森豪威尔总统中止了U-2飞越苏联领空的行动，同时施压中央情报局和洛克希德公司，要其承諾做到曾向总统保证的苏联雷达“看不见”这架飞机；经“彩虹”项目证明，U-2的改进并不成功，研究人员最终决定，全新开发一种U-2的替代品，以高速弥补隐身的不足回应总统的要求；该项目最初被称为“牛车”（洛克希德原希望命名为“天使”），先由中央情报局参与，后由美国空军接手。实际这款原本为取代U-2深入苏联领空而专门开发的高超音速侦察机，在其服役32年期間从未进入苏联领空，而U-2S仍持續服役迄今。
1960年2月11日，美国中央情报局与洛克希德公司签署了研发和制造13架A-12“牛车”（含1架阶梯双座型教练机）的合同，1962年又订购了2架M-21无人机载机；1960年后期，美国空军亦与洛克希德签署协议以A-12为设计基础制造3架YF-12截击机用于测试，之後美國空軍取消YF-12截击机發展計劃；1963年2月18日，美国空军又向洛克希德订购了6架双座的R-12，后更名为SR-71并表示有续订可能，最终订购了32架（含2架SR-71B阶梯双座教练机，因1架坠毁，又增定1架SR-71C，即由YF-12改装而来的等阶双座教练机），这些早期的SR-71被称为“大蛇”，本质上是单座A-12的双座版本。1964年12月22日，SR-71A原型機首飛。1966年1月7日，首架SR-71B雙座教練偵察機(編號61-7957)交付給1965年成立的美國空軍第4200戰略偵察聯隊(SRW)；1966年6月25日，第4200戰略偵察聯隊改稱為第9戰略偵察聯隊，下轄第1戰略偵察中隊及第99戰略偵察中隊。
A-12/SR-71上使用了大量當時的先進技術，如半冲压引擎，钛合金机体，低可偵測性设计，A12/SR-71是美國第一代低雷達反射截面積飛機。虽然这些当时尚未成熟的新技术给早期A12/SR-71带来诸多麻烦，造成38%坠机事故，经大幅改良的SR-71被称“黑鸟”仍因此困扰多年，如燃料泄漏和引擎易熄火等问题，作战任务操作不便，也由于時代科技水平限制无法在雷达面前隐身，但于60年代中期率先达到同时代领先的高速，能以3馬赫摆脱敵機與防空导彈的追击，曾深入中国领空，但考慮到可能引發核戰的政治風險，极少进入苏联领空。當年蘇聯任何的戰鬥機包括Mig-25與Mig-31在內的高速攔截機都不能超过A-12/SR-71黑鳥的最高達3.5馬赫的飛行速度與近三万米的飛行高度，2年后，随着苏联5倍音速SA-5地空导弹和號稱達3.2倍音速高速截击机Mig-25相继服役（其后由于叛逃日本的飛机結果發現這只是把引擎燒毀産生的极速），美国覺得A12/SR-71面對新的威脅，隨即停止在蘇聯周邊偵探。另由于七十年代中后期美中關係改善，美中合作抗蘇、美国對蘇偵察連進駐中国東北及疆蒙，故此即使在截击机与地對空飛弹均比苏联歐洲地區低一级的远东地區也不再進行偵測，同時A-12也停止进入中国领空。此外，由于衛星技術的發展，需冒險深入敵国偵測的任務不多，故此進入八十年代已甚少使用。A-12/SR-71終究保持服役期間未被擊落的歷史紀錄。
截至2022年，SR-71仍维持着1976年创造的世界纪录，是世界上最快的喷气式载人飞机。

## 实战
总共有5个国家曾向A12/SR-71发动攻击，分别是北越、埃及、朝鲜及利比亚。在这些国家沒有任何一架U-2或A12/SR-71曾被擊落过；总共制造了13架A-12（含1架教练机），2架M-21，3架YF-12，32架SR-71（含2架B型教练机，1架C型教练机），共50架；其中意外坠毁了5架A-12，1架M-21，1架YF-12，12架SR-71，占制造总数的38%；平均每2815小时飞行时间即坠毁1架，坠机率甚至高于傳奇人物凯利·约翰逊所領導的臭鼬工廠操刀設計的F-104星式战斗机軍機作品--知名的全球合计平均3968飞行小时即坠毁1架。

### 对中苏MD-21项目
60年初期，中苏防空体系逐步增强，共击落6架U-2高空侦察机(蘇聯1架/中國5架)，A12/SR-71作为以高速弥补U-2不足的方案，获得美国政府的全力支持，于60年代中期完成，A12/SR-71服役。2年后苏联5倍音速的SA-5(S-200)地對空飛彈和3倍音速的Mig-25攔截機亦相继服役，同期中国正在SA-2基础上，专为曾深入中国云南的A-12开发高超音速的红旗3地對空飛彈，A-12/SR-71的速度优势昙花一现。为避免重蹈U-2被击落及飞行员被俘的事件重演，A-12/SR-71不再以中苏为目标，先后转战于越南、中东和朝鲜；但此时并未放弃对中苏的高空高速侦察计划，亦专门开发了MD-21母女机（Mother-Daughter-21），试图以缩小版的无人机延续对中苏的3馬赫掠过式侦查。
MD-21项目以A-12的另一改型M-21为母机，搭载使用Marquardt RJ43-MA冲压引擎的D-21女机即无人侦察机。M-21的发展因1966年在与D-21超音速下分离时相撞机毁人亡而先行中止，随后D-21改用较保守的方法继续测试，由B-52挂载，于高空投放，靠附加的助推火箭达到冲压引擎启动速度。這個D-21经多年测试于1969年用于实战，计划任务为飞临中国罗布泊进行夜间红外拍照和空气尘埃采样；首战由南中国海发射，计划先后穿越中苏领空抵达北冰洋回收；但飛機失蹤，估計可能是被蘇聯擊落。其后改为在北部湾发射，于罗布泊侦察并回转，再返回太平洋或印度洋孟加拉湾回收。1968年3月10日，機號「976」的SR-71機師傑利·奧馬里少校（Jerry O’Malley）和艾德·佩恩上尉（Ed Payne）就進行了飛越北越首都河內的首次飛行任務。他們首先以3.17馬赫的三倍音速掠過海防市，並在短短12分鐘內飛越了當時全球防空網最嚴密的北越首都河內，飛機馬上紀錄了數十個高價值目標，隨後便飛離奠邊府邊境前往泰國。進行空中加油之後，返回嘉手納基地，途中因天候因素，迫降台灣清泉崗基地。1969年11月至1971年3月間，4次侵入中国领空，並收集到中国的核試輻射塵作分析，由于風險太高兼收益不大，此项目后來也随之取消，这也是D-21所有的4次实战任务。

### 对北越“黑盾”行动
“黑盾”（operation Black Shield）行动早期由中央情报局执行，1967年5月，3架A-12侦察机被部署到位于日本冲绳岛上的嘉手纳空军基地，飞行航线东西向穿越越南。因越南东西向很窄，在穿越越南后必会穿越相邻的老挝，总统在签署对越略飞批准时默认同意中央情报局顺带穿越老挝；而中情局在执行时，有时设定的航线“过于偏北”，又会非官方穿过中国云南南部；中方未对短时飞入中国领空的A-12采取行动，但在红旗2的基础上专门立项，开发升级版的红旗3和大幅改进版的红旗4备用。在6个月中A-12“牛车”共完成了29次作战任务，其中3次任务遭受过共10至12枚萨姆-2导弹的射击。1967年10月30日，由Dennis Sullivan驾驶的A-12侦察机被一枚SA2导弹的弹头破片击中右翼翼内油箱；中情局局长“理查德·赫尔姆斯”下令暂停所有的“黑幕行动”任务，审查和重新评估行动程序和航线；一个月后，A-12侦察机首次对柬埔寨展开侦察；12月15日和16日，A-12侦察机恢复对北越的侦察，为降低暴露在SA-2导弹下的风险，航线从东西向改为威胁较低的南北向，沿越南和老挝边界飞行。但1968年1月1日林登·约翰逊总统仍决定全面终止“牛车”项目，全部13架A-12“牛车”中，5架坠毁，8架被陆续赠予各博物馆。中情局另辖的2架M-21无人机载机中，1架坠毁，1架送博物馆。
“黑盾”行动随后由美国空军执行，1968年3月，3架SR-71黑鸟式侦察机“大蛇”和4个机组被派遣到冲绳嘉手纳空军基地，被命名为第9战略侦察联队下属的“第8作战地点”（OL-8），这一代号后来又发生了三次改变，最终于1974年8月被定名为“第1分遣队”（DET-1）。SR71穿越狭窄的北越数十次；北越最宽处仅约200公里，每次穿越少则只有1分钟，最多3分钟，其间多次受到北越SA2攻击；通常以2.65马赫（2800km/h）较慢速度进入，遇到北越拦截时，加速至3.0马赫（3200km/h）脱离战场。
因漏油问题，早期在越南战场上的操作流程十分复杂，由冲绳嘉手纳起飞时只加注1/3燃料，不必在意于机坪和跑道上的泄漏，同时通知数百公里外，灌装了JP-7燃油的加油机升至中空等待；待黑鸟起飞后经30分钟于空气较稠密的中空冲刺热身，夹持了热软化材料的铆接接缝达到足够密闭性，再经空中加油灌满，经检漏测试油箱泄漏速度可以接受后，才继续前行并掠飞狭窄的北越及老挝，到达同盟国泰国；于泰国上空再次加油后回转，再从越南南方（北越南端或南越北端）穿过，返回嘉手纳基地。后期因越南离泰国很近，且最宽只有不到200公里且防空力量不足，后改为以泰国Korat为基地，不灌满油起飞，穿越老挝及北越后，如必要则在北部湾上空加油并回转，从越南南方返回泰国Korat基地，简化了操作流程。

### 在中东的行动
1973年10月第四次中东战争期间，SR71一方面侵入中东多国拍摄地面军队部署，另一方面也侵入以色列领空进行空气尘埃采样并发现以色列秘密往自制Jericho弹道导弹安装了核弹头，其间以色列以F4发射响尾蛇导弹攻击未果。

### 对北朝鲜行动
在朝鲜，SR-71有南北两条航线，南部航线大致沿曲折的非军事区上空飞行，航线限于非军事区和韩国上空，避免进入朝鲜领空，但朝鲜认为SR-71飞行中不时进入非军事区上空仍违反了停战协议，亦会以SA-5拦截；北部航线即从朝鲜南部领空穿越，时长不到5分钟，离平壤最近处水平距离不足70公里；因朝鲜航线飞行时间较长，通常以3.0马赫（3200km/h）高速进入，遇到朝方以SA-5拦截时，有2种机动选择，将航向向韩国方向偏转5度，或加速减速。
美方记载有1981年8月，一架由东向西沿朝鲜非军事区上空飞行的SR71受到朝鲜一至两枚SA5的攻击，一枚在离SR-71前方数百米的距离上爆炸，SR71立即中止任务飞入韩国领空后返回基地。朝方记载有1982年3月，在时任朝鲜人民武力部部长吴振宇的策划下，朝鲜人民军防空部队通过雷达跟踪监视到SR-71由西向东从黄海康翎半岛上空侵入朝鲜，掠过朝鲜南部领空，早有防备的朝鲜人民军从舞水端发射3枚SA-5出口型的朝鲜改进型“织女星”导弹击伤了这架SR71，美国随即终止了SR-71对朝鲜的一切行动。

### 重启对苏行动
SR71旋即停止了对朝鲜的掠过式侦查，改变战略，重启对苏联的侦察行动，于1个月后的1982年4月，第9战略侦察联队向英国米尔登霍尔皇家空军基地派驻第4分队（DET-4），向日本嘉手纳基地派驻第1支队（DET-1），在每个基地常驻2架SR-71。主要有3条航线，从日本起飞的日本海及北太平洋航线；从英国起飞向南的波罗的海航线，从英国起飞向北的巴伦支海航线。3条航线均在公海上空飞行，并在公海上空折返；东线的SR-71可随时进出日本领空，所有航线的SR-71一直未有进入苏联领空，苏联则会派出Mig-25、Mig-31监视。

#### 苏美波罗的海追逐
在西方的南线，作为回应，3个月后的1982年7月驻东德埃伯斯瓦尔德-菲诺空军基地的前线航空兵第787歼击航空团被选中换装米格-25PD，在埃伯斯瓦尔德-菲诺基地始终保持两架全副武装的飞机待命。此后一旦SR71接近苏联领空，mig25即起飞拦截，双方在大多数情况下沿苏联边界两边遥相并行，这样一直持续到1988年SR71从英国撤出。
南线的SR-71以平均每周1架次的频率，从波罗的海公海上空接近苏联。波罗的海大部被瑞典、芬兰、苏联、波兰等国环绕。SR-71靠近苏芬交界区域时苏联会起飞本土的苏-15（比米格-21，米格-23有更高拦截高度），地面S200、S300雷达开机，明示自己空地防空力量的存在；此时SR-71会在公海上空调头，大致以瑞典哥得兰岛为中心，紧贴芬兰、瑞典领海边缘，以低于2.5马赫，逆时针划出一道直径约200公里的圆型航迹（3倍音速时，SR-71回转直径约300公里），最后从瑞典哥得兰岛和厄兰岛之间的公海水域上空向南穿出。苏联有时会抓住这个机会，令787团的1架米格-25飞出国境，在公海上空对SR71追击并进行模拟攻击；苏机也以哥得兰岛为圆心逆时针飞行，并同样避免进入瑞典哥得兰岛领空。瑞典雷达测得，SR-71发现被跟踪后的应对措施是，将高度升至72000英尺，保持速度不低于2.8马赫，此间米格-25会随之升至63000英尺（高度差约2公里），以同样的速度位于SR71后方1.6海里（距离差约2.5公里）尾随，并模拟空空导弹射击。
于是出现戏剧性的一幕，经此一番高空高速机动，SR-71的返程航线必会侵入紧贴瑞典本土的厄兰岛的领空，美方原本意图以SR-71对苏联进行空中侦查，6年间未有一次进入苏联领空，却侵入瑞典领空数十次，因此瑞典是对苏美波罗的海追逐最为关注的第三方。
瑞典空军在冷战高峰10余年间，对美苏在波罗的海上空军事行动有详细的雷达监控记录，面對這種不禮貌的行為，瑞典人特制了Saab-37使用拦截战术:当测得SR-71将不可避免会侵入本国领空时，即出动2架Saab-37戰鬥機，携带RB-71天闪导弹，在地面雷达引导下，跃升至预测的SR-71返程航线附近，在SR71通过时的最接近点，以火控雷达锁定SR-71，并模拟以RB71进行one shot攻击以示抗议。瑞典空军使用Saab-37战机对SR71总共进行了52次这种警告性正面逼近式拦截，瑞典空军对此有文件档案记录；苏联、瑞典均无意击落SR-71，却具驱赶意图。
但這種說法卻被1974年至1981年担任了7年黑鳥駕駛員的Richard Graham否定了；Richard Graham于1981年后转入文职，在接受訪問時作为地面人员不承认瑞典人與蘇聯人的說法，他宣称駕駛黑鳥從來沒有因為Mig-25的攔截而感到威脅過，因為他們只要加速就足以甩開任何包括Mig25的蘇聯飛機的追逐；但Richard Graham从未参与过1982年以后的波罗的海行动，SR-71在越南、朝鲜和中东均只需直线飞行穿越侦察目标；SR-71在波罗的海上空的行动却一直小心避免进入各华约或北约成员国以及中立国的领空，并因SR-71夸张的回转半径需小心减速调头，以避免引擎熄火。而瑞典则在其回程中则毫不掩饰从正面拦截，并以火控雷达锁定警示自己的存在。

#### 苏联巴伦支海伏击
70年代苏联战略导弹核潜艇日趋增强，80年代形成以位于西太平洋的“彼得罗巴甫洛夫斯克”（1983年大韩航空KAL 007即从距其水平距离约30公里的上空飞过）和位于北冰洋的“摩尔曼斯克”为中心的2大潜艇基地。1985年北方舰队拥有约百艘核潜艇，对巴伦支海公海海域的侦查成为SR-71的一项主要任务。
SR-71除常规对海域拍照外，又可选装多种合成孔径侧视雷达，对苏联北冰洋沿岸扫描，以此掌握苏联潜艇动向和搜索海岸可能的潜艇洞库。为保持“隐身”，任务中保持无线电静默，不开启性能有限的机载对空雷达，仅在到达目标区时开启合成孔径侦查雷达；但藏匿也意味着难以发现敌人，在缺乏卫星协助和陆基指挥系统的远海，SR-71只能由武器操作员通过监听苏联国土防空军的反应判断安全程度，另外SR-71安装了多个定向天线，当接收到苏联某些雷达频率的电波，以一定强度连续照射时，仪表板上相应方向的指示灯会亮起，提醒机组受到威胁。
苏联远程雷达会在数百公里距离上探测到SR-71，并为沿岸的Mig-25和Mig-31提供约20分钟的预警时间。随着1981年首艘台风级潜艇开始服役，并且专为其体量打造的重达80吨的SS-N-20潜射导弹于1984年开始服役，1985年台风潜艇开始了正式的北冰洋战略值班，巴伦支海是其出任务的必经之路，苏联对黑鸟闯入巴伦支海变得不耐烦起来。苏联飞行员米哈伊尔·米亚基（Mikhail Myagkiy）上尉曾数次驾驶米格-31拦截黑鸟，1986年1月31日，米亚基和自己的武器系统操作员驾驶米格-31爬升到65676英尺，此时他们发现了“黑鸟”。在52000英尺高度，米格-31锁定了“黑鸟”，此时“猎狐犬”距离猎物120千米。“如果间谍飞机侵入苏联领空，我们就会展开实弹攻击，目标几乎没有可能逃脱R-33的打击，”米亚基回忆道。
1986年6月3日，苏联对仍不时进入巴伦支海公海的SR-71精心策划了一场伏击。在同样保持无线电静默的情况下，6架米格-31升空预伏在预想SR-71航线的低空，当黑鸟接近时，这些米格-31以惊人的爬升速率从各个方向跃起逼近SR-71，并打开火控雷达锁定SR-71；SR-71仪表板上接收雷达照射以指示各个方向威胁的告警指示灯骤然“像圣诞树一样亮了起来”。但因SR-71仍处于公海，这些米格-31并没有真的发射导弹。美国对苏联此次拦截表达的强烈信号表示了解，从此终止了SR-71巴伦支航线的飞行。
作为弥补手段，唯一的一架SR-71C被加装了远程对陆和卫星联络设备，试图作为通讯中继机在远海伴随逼近苏联的SR-71，以随时通知其所受的威胁便于及时中断任务返航，但此方案未于实战中实施。后认为SR-71的巴伦支海任务，除可不期而至突然抵近苏联，令苏联国土防空军警铃大作外，其它大部分可由间谍卫星和北约成员国的EP-3分担；间谍卫星虽有环地飞行规律并曾被以色列、印度利用以隐藏其核项目外，可完成一般的有规律的对海面拍照，EP-3亦可于公海完成对苏联沿岸的雷达扫描和侦测其电子系统的特征；不过这片海域仍未平静，1987年9月13日，于4500米中空，又发生了苏联Su-27驱赶挪威EP-3并擦撞的“巴伦支海手术刀事件”。

## 歷史
SR-71A原型機在1964年12月22日首次試飛，首架SR-71B雙座教練偵察機在1966年1月7日進入加州比爾（Beale）空軍基地的第4200戰略偵察聯隊（後改番號為第9戰略偵察聯隊）服役。1990年1月26日，由於國防預算降低和操作費用高昂，美國空軍將SR-71退役，但在1995年回役，並於1997年展開偵察任務，1998年SR-71除役。
截至2023年，SR-71依然是世界上有人驾驶的最快的喷气式飛機，並且保有兩項紀錄：1976年7月28日當天，一架SR-71(编号61-7958)創下時速2,193.167英里（3.3马赫/3,529公里）的峰值速度紀錄；同日另一架SR-71(编号61-7962)则创下85,068.997英尺（25,929米）的峰值高度紀錄；有一系列的战机能超过这个高度，因峰值高度一般由战机在适当仰角下，全力加速爬升，至引擎因高空缺氧而自然熄火，然后借助高速惯性达到最高点，而黑鸟绝对禁止这样做，所以SAAB 37，F-104，F-4均能在跃升中超过85,000英尺，其中前蘇聯的MiG-25狐蝠式高空攔截機更是在1977年8月31日達到更高的37,650米，合123,523英尺至今仍是最高纪录。它可以在高達80,000英尺（約24.3公里）空中，以每小時100,000平方英里（約每秒72平方公里）的效率掃視地表。當SR-71在1998年除役時，其中一架從它出生的加州棕櫚谷（Palmdale）的美國空軍42號工廠（Plant 42），以平均時速2,124英里（3.2马赫/3,418公里）飛到維吉尼亞州香蒂利（Chantilly）國家航太博物館展示，全程只花了68分鐘。SR-71也保有在1974年9月1日創下的從紐約到倫敦的紀錄：1小時54分56.4秒。（協和式客機飛行同樣的路程要3小時20分，而最快的亚音速大型客機波音747則需要7小時。）
1968年3月21日，Jerome F. O'Malley少校與Edward D. Payne少校駕駛SR-71(編號64-17976)進行首次作戰任務，這架飛機在服役生涯中累積了2,981個飛行小時與942次任務（多於其它任一架），包括257次分別從加州比爾空軍基地、棕櫚谷、沖繩嘉手納空軍基地、與英國米尔登霍尔皇家空軍基地出發的作戰任務。這架飛機在1990年3月飛到俄亥俄州德通市（Dayton）的國立美國空軍博物館。在沖繩，當地居民因為覺得A-12與SR-71形狀很像一種在沖繩當地土生的毒蛇，而賦予其波布蛇的混名。1968年春天，U-2偵察機面對蘇聯製造的SAM-2型地對空飛彈的威脅日增，美國決定在日本沖繩嘉手納空軍基地部署4架SR-71，專責偵察東南亞地區，之後在此成立第9戰略偵察聯隊第1分遣隊，1968年4月，SR-71首度執行越南偵察任務，此後每週持續執行3次越南偵察任務。
SR-71共建造了32架，其中12架在飛行事故中損失，偵察系統官Jim Zwayer是唯一殉職者，其他飛行員都順利彈射逃生成功。
洛克希德臭鼬鼠工廠的Kelly Johnson為CIA設計的A-12牛車式是SR-71的前身。洛克希德稱它為大天使（Archangel），但Johnson寧可用Article。在設計案的發展中，洛克希德的內部編號隨著設計變更從A-1依序到A-11共11個構型，A-11是第一個進行測試飛行的，裝上了推力較低的J-75渦輪噴射引擎，因為原本要使用的普惠J-58引擎的開發延誤了。當J-58終於抵達大牧場（51區），裝上飛機成為第12個構型後，編號也隨之變更為A-12，這個編號便持續使用到製造與運作。A-12共建造了18架，其中3架被轉用為YF-12，也就是F-12攔截機型的原型機。
空軍用的偵察機型原本稱為R-12。然而在1964年的總統大選，參議員貝利·高華德持續抨擊詹森總統與新武器研發上落後於蘇聯，詹森總統決定以高度機密性的A-12計劃，及存在的偵察型進行回擊。
空軍計劃將R-12重新編號為RS-71（代表Reconnaissance-Strike，偵察—打擊），接續在已有兩次試飛的RS-70（XB-70女武神式轟炸機的衍生型）之後。然而，空軍參謀長（Air Force Chief of Staff）柯蒂斯·勒邁更喜歡SR的編號，也想將RS-70改編號為SR-70，這時給予媒體的新聞稿仍然寫著RS-71，造成總統誤讀飛機編號的傳聞。
 
計劃的公開與新編號使臭鼬鼠工廠與空軍參與計劃的成員受到震撼；所有印刷了的維修手冊、飛行員手冊、訓練vufoil、機座和材料都已印上了R-12。依照詹森總統的演說，編號依據指揮官命令變更為SR-71，並立即重新印製29,000份藍圖。

## 用户
美国
- 美国空军[7][8][9]
  - 美国空军系统司令部（英语：Air Force Systems Command）
  - 美国空军飞行测试中心（英语：Air Force Flight Test Center）-爱德华兹空军基地(加利福尼亚州)
    - 第4786飞行测试中队 1965-1970
    - SR-71飞行测试组 1970-1990

  - 战略空军司令部
    - 美国空军第9战略侦察机联队-比尔空军基地(加利福尼亚州)
      - 第1战略侦查中队（英语：1st Reconnaissance Squadron） 1966-1990
      - 第99战略侦查中队（英语：99th Reconnaissance Squadron） 1966-1971
        - 第1分遣队-嘉手纳空军基地(日本） 1968-1990
        - 第4分遣队-米尔登霍尔皇家空军基地(英国) 1976-1990

  - 美国空军空战司令部
    - 美国空军第9侦察机联队
      - 第2分遣队-爱德华兹空军基地(加利福尼亚州) 1995-1997

(前沿部署到艾尔森空军基地,格里菲斯空军基地,西摩·约翰逊空军基地,迪戈加西亚空军基地,博德主航空站 1973-1990）
- 美国国家航空航天局
  - 德莱登飞行研究中心（英语：Armstrong Flight Research Center）-爱德华兹空军基地(加利福尼亚州) 1991-1999

## 次型

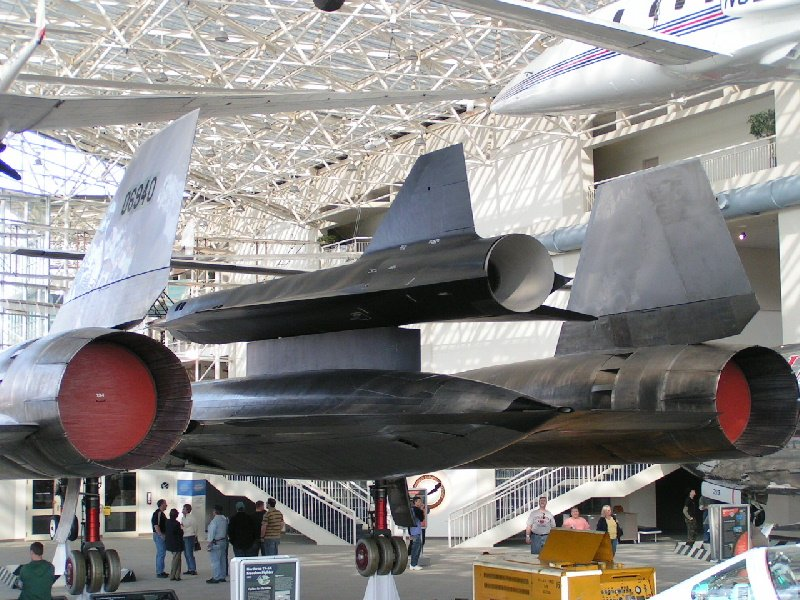
D-21B裝載在MD-21平台上的D-21無人機

依據基本的A-12發展出來的M-21是一個重要的次型。這是以A-12改裝成D-21無人偵察機的發射平台。當D-21未裝上時稱為M-21，裝上時稱為MD-21。
D-21是全自動的無人高空偵察機，發射後飛越目標區，並在指定地點投出資料包，由C-130回收，而D-21則自爆銷毀，此無人機生產了38架，不過極易失事，還曾墜毀中國境內。
MD-21在一次測試中，發射後不久的D-21撞上母機並導致發射控制官身亡的測試意外後，這個MD-21計劃在1966年被取消。唯一保留下來的M-21與D-21B原機，在華盛頓州西雅圖的飛行博物館陳列展覽。

## 細節
A-12/SR-71与同期各种高超音速飞机相比，主要采用了2个新技术，钛合金机身、半冲压引擎，带来高空高速特性，也带来一系列的问题，本节各条目存在相关性。
机身以钛合金为主制造。因钛合金薄板焊接困难，只得仍采用铆接；而A-12/SR-71热机状态比冷机时整机要伸长约1英尺，铆接接缝因热胀冷缩，一直伴随着油箱漏油问题。为此开发了即便泄漏也不易点燃，专为黑鸟量身定制的高成本JP-7燃油，并且只能在接到起飞命令后加注，通常还不能灌满，否则泄漏会很严重，被地勤戏称为“可以淋浴”；除紧急起飞需15分钟外（米格25紧急起飞仅需2分钟），黑鸟一般的起飞流程需40分钟，在这段时间里油箱边灌边漏，总计会在地面泄漏约1000磅燃油；同时每次飞行归来，地勤需检查铆接的机体的铆钉缺失，板材变形的情况，并进行修补或更换，被其设计师约翰逊称为：如果一架黑鸟停在机库，突然空军说有飞行任务，那么待彻底检查完毕，确保可以安全使用，已是19小时以后。这也是约翰逊宁可将其A12称为牛车，而拒绝洛克希德原希望的名称大天使。最终导致起飞流程复杂时间过长，无法完成早期设定的需紧急起飞的拦截任务，因此计划制造数量一减再减，原定的93架F-12B量產型被完全取消，最终制造了13架A12，2架M-21，3架YF-12，32架SR-71，总共50架；其中1架SR-71由YF-12改装而来（3架YF-12，1架在测试中坠毁，1架测试后被拆解改装为SR-71，1架被送进博物馆）。因地面准备时间长，起飞程序中增加了利用此段时间飞行员穿戴与美式宇航服类似的，带氧气手提箱的全密闭飞行服，由此又降低了灾难性事故中飞行员的死亡率。有趣的是因为铆接接缝密闭性问题，黑鸟也禁止像大多数战机那样可于露天摆放。因为地面存放时，雨水、雪水、露水亦可以由铆接接缝自外向内渗透进油箱，导致不良甚至灾难性后果。因此黑鸟备选驻留基地的气候也需经严格审核，并为每架黑鸟配置专用机库。机库虽解决了雨水和湿气渗入油箱问题，而泄漏的燃油曾导致黑鸟入库时刹车打滑擦撞机库事件，应对方法是机库地面需及时清洗，防止湿滑事件发生。综上导致黑鸟“操作成本极高”。
采用了半冲压引擎，效率高于早期B-58、同期XB-70轰炸机和米格-25截击机。因在1.5马赫以上开始靠进气道内激波压缩空气，引擎容易受空气气温、湿度影响，熄火概率较涡喷高很多；且高速下为被动进气方式，为避免相互影响，两台引擎接近翼端，间距远大于其它战斗机；因此全速飞行时一旦一台引擎熄火，飞机将在一秒内横转，并在高速气流中迅速解体，令飞行员措不及防，所幸此时厚重的飞行服能挽救飞行员性命；后期加装了电脑自动熄火装置，当一侧引擎熄火后，电脑会以千分之一秒内感知并按程序决定是再点火还是完全熄火，若不具备程序设定的再点火条件，则控制另一侧引擎的空气激锥前移，改变进气道内激波位置使另一侧引擎在0.1秒内熄火，由此减少了灾难性后果。即便如此，在这0.1秒的戏剧性变化中飞行员经常因剧烈的晃动导致头盔撞在狭小的座舱盖上茫然不知所措，甚至因为头盔在1秒内在座舱盖内来回反弹，以至于事后生还提交事故报告时，时有无法确定头盔最先撞在哪侧而无法确定是哪侧引擎熄火所致。所以飞行员须以试飞员标准严格选拔，极力避免熄火发生，后期甚至要求“已婚男性”是参选飞行员的先决条件，性格需沉稳没有冲动情绪（不过这只是纸面上的约定，实际执行中仍同意未婚飞行员参加测试，因此当时在飞行员中流传着一个笑话，既然空军指明只要已婚飞行员却同意未婚飞行员参加测试，是否意味着未婚飞行员在测试通过后空军会为其指派一名妻子达到规定条款）。无论如何这表明SR-71的稳定性堪忧，因苏联在古巴危机、KAL 007班机等事件中坚守避免在国际空域开火，黑鸟更需担心的是自家飞行员在情势压力下不按洛克希德根据概率计算制定的程序操作，导致成为惊弓之鸟发生飞行事故，因此要飞行员在公海上能沉着应对，小心操作避免引擎熄火，导致黑鸟机动性极低，全速飞行时一般回转直径需260公里，被戏称调头“可横跨整个加州”。
因以上2个新技术，黑鸟获得了一次加油后可1小时15分钟连续3.2倍音速飞行的特性（在油箱止漏并灌满后，通常需在热机状态下以空中加油达成）；同时也存在准备时间长，任务流程复杂，机动能力极低，事故率高的特点。全系列50架的总共飞行时间53490小时，平均每架每年飞行约36小时，考虑到38%的坠机率，实际要高于这个数字；10万飞行小时坠机率35.5架，平均坠机间隔2815飞行小时。45架A-12/SR-71在将近30年的生涯中，总共执行了2752小时的3马赫任务飞行，略低于平均坠机间隔时间，其它飞行时间均在训练中或执行任务的路上；寿命最长的黑鸟61-7976号，总共完成了2981飞行小时，略高于平均坠机间隔时间。因32架SR-71的总3马赫任务飞行时间尚低于平均坠机间隔时间，其中12架（制造总数的37.5%）的坠机，全部发生在训练、实战的准备和热身阶段（为加强效果在大气较稠密但较不稳定的中空），“正式”执行军事掠飞任务时（在大气较稳定的同温层）“从未”出过大的事故。

### 機身

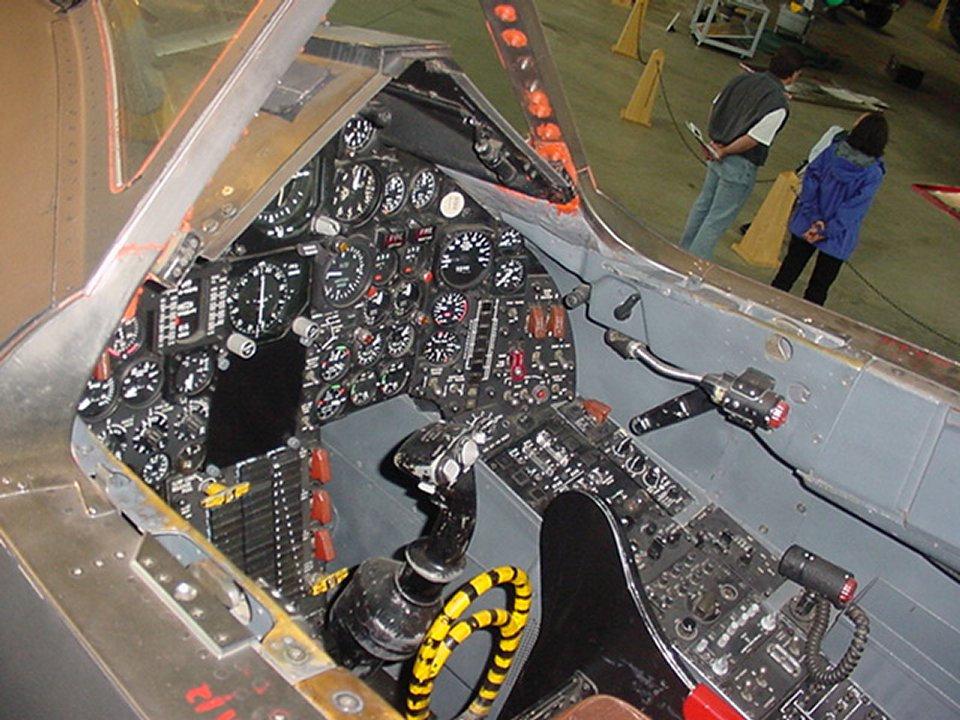
SR-71的座艙及飛行裝置

SR-71的機身大部份都是鈦，而這些鈦還是在冷戰高峰期從最大生產國蘇聯方面得到的，洛克希德用各種可行的偽裝方法防止被蘇聯政府得知這些鈦的用途。為了降低成本，他們使用的是可在較低溫度軟化而較易加工的鈦合金，完成的飛機會塗上暗藍色（趨近黑色），以加強熱輻射冷卻與高空的偽裝效果。
鈦製蒙皮的研究顯示，在逐次像是退火一般的劇烈加熱中，材質會逐漸強化。
主翼內側蒙皮的主要部份其實是皺紋狀的。熱膨脹會使平滑的蒙皮撕裂或捲曲，而將蒙皮做出皺摺讓它能向垂直方向伸展，避免應力過強，同時也增強縱向強度。不過空氣動力專家指責工程師是試圖讓一架20年代的福特三引擎飛機（因其皺紋狀的鋁製蒙皮而聞名）飛到三馬赫。部份SR-71在機身中心附近有紅色的警示條，以防止維修人員不慎破壞蒙皮，因為這裡的蒙皮薄而易破，很大一塊區域的下方都沒有結構樑提供額外支撐。
SR-71被設計為具有非常小的雷達反射截面（radar cross-section，RCS），這是早期的匿蹤設計。然而，這並沒有包括高溫引擎排氣。所以諷刺的是，SR-71在聯邦航空總署（Federal Aviation Administration，FAA）的長程雷達上是最大的目標之一，在幾百哩外就能追蹤。即使采用了大量的隐身技术，但是因为其在高速飞行时候巨大的红外特征，因此它实际上不具备完全隐形功能，但是依赖它的高速，SR-71成功的摆脱了上千次针对它的攻击，其中绝大部分都来自前苏联的飞机和对空导弹。因SR-71从未进入苏联领空，苏联从未有機會攻擊SR71。

### 熱胀冷縮
由於飛行中的高溫與空氣阻力，機身鑲板可能會掉落，機身也會熱膨脹好幾吋，機身的校準必須以高速狀態為準。加上燃油密封系统不能承受高溫下的大幅度膨胀，專用的JP-7燃油會在跑道上起飛前，以及進行空中加油時發生洩漏。黑鳥得先衝刺以加熱機體，然後在起程執行任務前進行空中加油。飛機降落後會有好一段時間沒有人能靠近，座艙罩會高達攝氏300度以上。為了承受高溫，石棉也被使用在如煞車等處。

### 燃油
如此高速的飛機只能使用專門的特製高能燃料，JP-7原本是為了A-12而發展，擁有極高的閃燃點以避免高溫下自燃。JP-7含有碳氟化合物以增加潤滑性，氧化劑使其容易燃燒，甚至還有添加銫的配方，以偽裝廢氣的雷達訊號。這也使得JP-7比蘇格蘭威士忌還貴，操作SR-71一小時的油費就要24,000到27,000美元。相對之下U-2只需要它的三分之一，但U-2的飛行速度只有SR-71約四分之一之外，可攜帶的偵察設備還少了許多。

### 引擎

J58發動機在不同速度下的氣流圖

黑鳥使用的J-58發動機是可以持續使用後燃器的軍用發動機之一，當飛行速度愈高的時候，發動機的效率也隨之提升。每一具J-58能夠產生32,500磅（145千牛頓）的靜推力。一般噴射發動機無法持續使用後燃器，而且效率在高速時會下降。
能夠讓飛機達到三馬赫，又必須提供次音速的氣流給引擎，對進氣道設計而言是必要的。在兩個進氣口前端各有一個圓錐形、可移動的進氣錐，在地面上或次音速飛行下鎖定在最前方的位置。自1.6馬赫開始，進氣錐會逐漸向後移動，最大到26吋。原始的進氣電腦是類比式的設計，依據皮托管靜壓測量、俯仰、滾轉、偏航、攻角等等的輸入資料，算出進氣錐所需要的前後移動距離。這麼做可以將進氣錐尖端產生的震波維持在進氣口，使氣流減速到1.0馬赫的震波為止，之後的次音速氣流就可以讓引擎使用。這個在進氣道內進行震波的捕獲稱為「啟動進氣」（starting the inlet）。壓縮機前方會因而產生巨大的壓力。洩氣孔和旁通門設置在進氣道和引擎艙內，以維持進氣壓力，使進氣道能持續地「啟動」。在3.2馬赫巡航下，進氣壓力的增加估計提供了58%的可用推力，壓縮機提供了17%，而後燃器提供了25%，這時幾乎就是SR-71的最佳設計點。臭鼬鼠工廠的進氣系設計師Ben Rich常說壓縮機「使進氣活躍著」（pumps to keep the inlets alive）。
J-58另外一項特點就是他可以算是混合噴射發動機：他是在一具衝壓發動機內部再加上一具渦輪噴射發動機。進入發動機的空氣先是被震波錐壓縮（同時氣流溫度也會上升），接下來氣流被分成兩道：一部分進入壓縮風扇（核心氣流），其餘的經由旁通管直接進入後燃器（旁通氣流）。通過壓縮風扇的氣流會進一部的壓縮（同時溫度也進一步的上升），燃料與壓縮氣流在燃燒室混合燃燒，這時候氣體溫度達到整個階段的最高溫，僅僅略低於渦輪葉片開始軟化的溫度。在通過渦輪段之後（溫度稍微下降），核心與旁通氣流在此會合一同進入後燃器。但是當黑鳥於高速飛行時，通過震波錐壓縮的核心氣流溫度會高出許多，而這時候氣流尚未經過壓縮和燃燒段，過高的溫度使得噴入燃燒室的燃料量必須減小，以免接在後面的渦輪葉片會因為高溫而溶化。
當速度接近3馬赫的範圍時，通過震波錐與壓縮段的氣流具有的溫度已經非常高，這時候沒有任何燃料會與核心氣流混合，這意味著通過壓縮、燃燒和渦輪段的核心氣流實際並未提供任何推力，黑鳥僅僅依靠後燃器產生的推力來飛行。利用震波錐的壓縮效果，這時候發動機轉變成為衝壓發動機的型態。沒有其他飛機是以這樣的方式來運作。通常可以想像這是一具衝壓發動機內部還有一具噴射發動機。低速時，噴射發動機（核心部分）與衝壓發動機（旁通氣流與後燃器混合）共同作用，飛行速度提高時，噴射發動機雖然還是位於衝壓發動機的進氣通道內，可是已經形同停止工作（這也同時顯示渦輪葉片的高溫忍耐程度是以多少燃料可以燃燒來決定，同時這也決定這一具發動機最大輸出推力有多少）。
原先黑鳥的引擎是以輔助的外啟動車進行啟動，啟動車停在飛機下後，以兩具別克（Buick）V-8引擎驅動連接到J-58的一支垂直的驅動軸以啟動引擎，啟動一具後再駛到另一側啟動另一具引擎，過程震耳欲聾。後期J-58就改用傳統的啟動車了。

### 電腦
計劃早期的類比式進氣電腦並不總是能跟得上立即的飛行變化，若內壓力過高，且進氣錐處在不正確的位置，震波會突然在進氣口前中斷，稱為「進氣未啟動」（inlet unstart）。這會使進入壓縮機的氣流立即停止，推力下降且排氣溫度開始上昇。由於突然失去一半動力造成兩邊推力大幅度的不對稱，進氣未啟動會造成向一邊的狂暴的偏航。SAS、自動飛控和手動控制得與不預期的偏航格鬥，但經常造成另一邊引擎氣流的減少，並造成共振失速（sympathetic stalls），結果是立即地反向偏航，常常也發出巨大的爆聲。飛行員與偵察系統官偶爾會經歷到他們的壓力服頭盔撞上座艙罩，直到未啟動平息下來的狀況。黑鳥的這特點也可以使用現今的模擬飛行軟體中體驗到。
一種標準的反制之道是讓另一邊的進氣錐移動而造成刻意的未啟動，以停止偏航狀況，讓飛行員能進行再啟動，完成後就可以重新加速並爬昇到計劃的巡航高度。
後來黑鳥換上了新的數位進氣電腦，洛克希德的工程師們開發的引擎進氣控制軟體，能重新捕獲漏失的震波，在飛行員感覺到未啟動的發生之前就重新點燃引擎。SR-71的機工們有責任精確地調整數以百計的前部空氣旁通門，這對控制震波、防止未啟動與增強性能有一定的幫助。

### 兩側脊線
兩側脊線是一個獨特而有趣的特徵。早期的雷達匿蹤研究認為，平滑且漸縮的外形能將最多的雷達束反射至其它方向。原先的黑鳥並沒有兩側脊線，看起來就像個放大版的F-104，但雷達工程師說服了空氣動力學專家，增加了一些風洞測試。他們發現兩側脊線可以產生強力的渦流，在接近機身前段會產生大幅度的額外生力，於是就可以減少三角翼的裝置角，以獲得較高的安定性與較低的高速阻力，還能增加載油量以獲得更遠的航程。由於強力渦流在高攻角時可延緩失速，落地速度也可以減低，還可進行高G迴轉直到引擎熄火。兩側脊線的作用類似近代戰鬥機用以提昇機動力的翼前緣延伸，在風洞測試發現這點後，原本許多早期設計構型中都具有的前翼就不再需要了，這樣的設計仍然出現在許多最新型的匿蹤無人機上，例如黑暗之星、掠食鳥、X-45和X-47等，讓它們允許無尾翼設計而兼具安定性與匿蹤性。

### 隐身能力
SR-71并无雷达隐身能力。其兩側脊線的外形特征本是出于3倍音速下的气动性而设计，有讹传其倾斜的表面可偏折雷达波，而实际为做蒙皮采用的钛合金板由海绵钛加工而来，微观下有较高的孔隙率，表面非致密的镜面，对Ku波段雷达波仍有较强的漫反射。
同时因在同温层飞行，大气环境稳定，因此拉出的凝结云迟迟难以散去，尾迹有时长达上百公里，此时很容易被气象雷达探测到，被航空交管ATC称为“最明显的目标”。
另外其尾焰和机体炽热，为此在JP-7燃料中溶入少量的胶体铯，以图减弱引擎尾焰的红外特征。而在波罗的海追逐中，苏联MiG-25保持在其下方跟踪，因SR-71并未进入苏联或华约国领空，苏机严格来说不得在公海使用火控雷达锁定，否则将被视为明显敌对行为；苏联飞行员遂选用红外制导的R-40T，打开导弹引导头向斜上方搜索并锁定目标；因同温层在22km高度上，气温长年稳定在零下30-40度，苏联飞行员称，从其跟踪位置上看，SR-71是“冷寂同温层中的一块热钛”，没有热背景的干扰，是红外制导R-40T的绝佳目标。

## 傳說

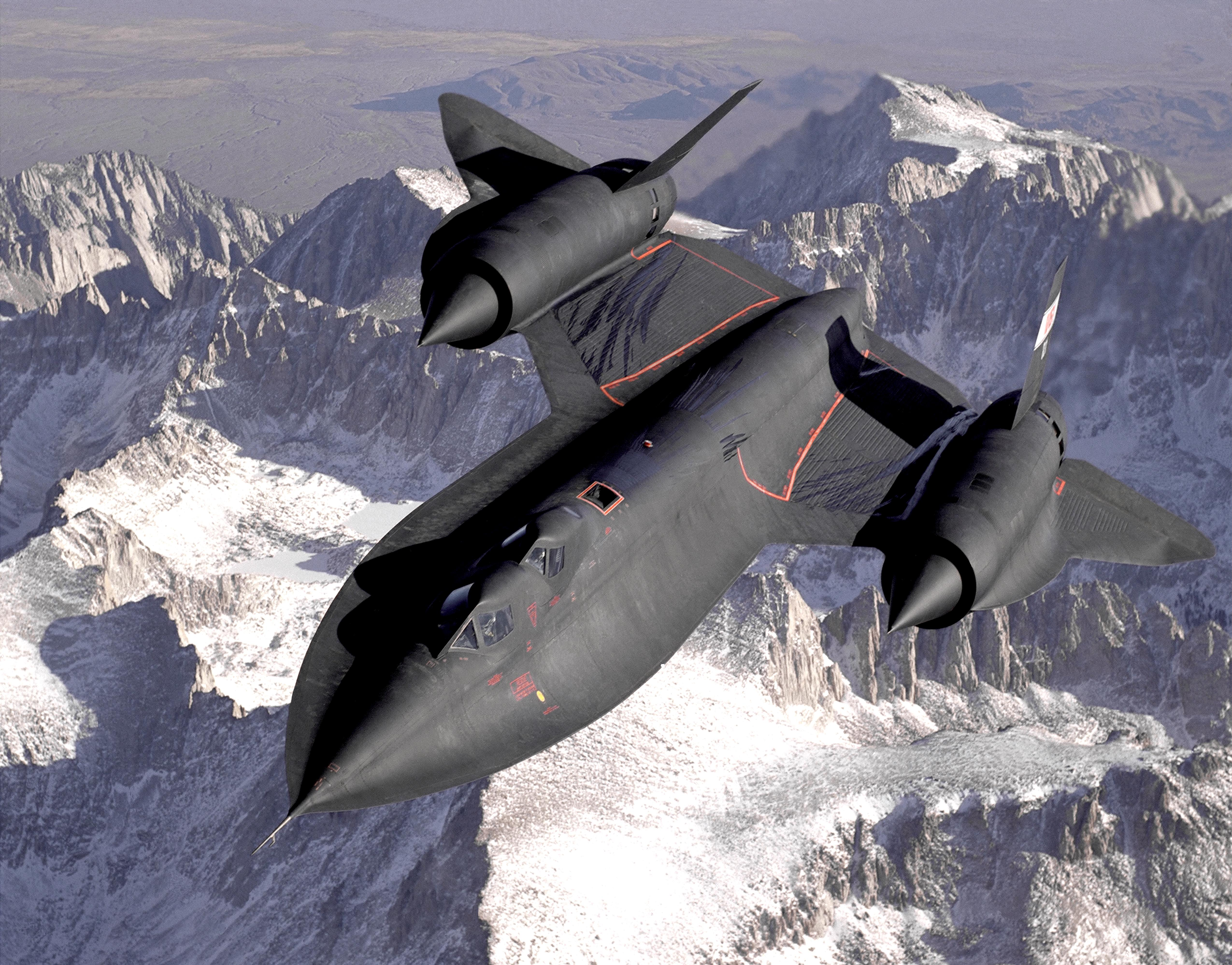
SR71教練型，機背上的液體痕跡是空中加油後加油管離開加油口時灑出來的燃油，機翼上的則是在非巡航空速下，從黑鳥專用油箱存有的數十個裂縫洩露出來的，高速飛行時的高溫則會封閉，因為是特殊燃油所以不會造成危險。

由於先進的設計、性能、與其高度機密性，吸引了不少狂熱者的喜好，某些陰謀論者認為它真正的能力並沒有顯現出來。大多數航空迷依結構與空氣動力的承受度，推測它最大可以飛到3.3馬赫以上，不會超過3.44馬赫。特別是他們引證壓縮器最大進氣溫度是427 °C（800.6 °F），這已經超過3.3馬赫，而3.44馬赫則是引擎會產生「未啟動」的速度。部份推測認為這可以靠壓縮器設計和安裝減緩。当然这在其2815小时飞行时间即坠毁1架的基础上，将雪上加霜。
要注意的是J-58在非機密的測試中從未測出超過3.6馬赫以上的測試台數值。縱觀SR-71的歷史，先進與機密的本質，加上沒有正適航的SR-71，除非實際飛行中曾經達到，否則真正的設計限度可能永遠無法得知，這些條件無疑地使SR-71始終被謠言與謬誤環繞著。
SR-71是一個以匿蹤外形和材料設計的作戰飛機，最明顯的低RCS特徵就是內傾的垂直安定面，它的大小看起來像是個會飛的穀倉，雷達訊號只相當於一扇門。但它仍然易於偵測，因為高溫排氣讓它有了獨有的雷達訊號，相較之下，F-117的RCS不過是個小珠子。

## 書目
- "A Bittersweet and Fancy Flight." Philadelphia Inquirer, 7 March 1990, p. 1.
- Crickmore, Paul F. "Blackbirds in the Cold War". Air International, January 2009, pp. 30–38. Stamford, UK: Key Publishing.
- Crickmore, Paul F. "Lockheed's Blackbirds – A-12, YF-12 and SR-71A". Wings of Fame, Volume 8, 1997, pp. 30–93. London: Aerospace Publishing. ISBN 1-86184-008-X.
- Donald, David, ed. "Lockheed's Blackbirds: A-12, YF-12 and SR-71". Black Jets. AIRtime, 2003. ISBN 1-880588-67-6.
- Goodall, James. Lockheed's SR-71 "Blackbird" Family. Hinckley, UK: Aerofax/Midland Publishing, 2003. ISBN 1-85780-138-5.
- Graham, Richard H. SR-71 Blackbird: Stories, Tales, and Legends. North Branch, Minnesota: Zenith Imprint, 2002. ISBN 0-7603-1142-0.
- Graham, Richard H. SR-71 Revealed: The Inside Story. St. Paul, Minnesota: MBI Publishing Company, 1996. ISBN 978-0-7603-0122-7.
- Graham, Richard H. SR-71: The Complete Illustrated History of the Blackbird, The World's Highest, Fastest Plane 2013. ISBN 978-0760343272.
- Jenkins, Dennis R. Lockheed Secret Projects: Inside the Skunk Works. St. Paul, Minnesota: MBI Publishing Company, 2001. ISBN 978-0-7603-0914-8.
- Johnson, C.L. Kelly: More Than My Share of it All. Washington, DC: Smithsonian Books, 1985. ISBN 0-87474-491-1.
- Landis, Tony R. and Dennis R. Jenkins. Lockheed Blackbirds. Minneapolis, Minnesota: Specialty Press, revised edition, 2005. ISBN 1-58007-086-8.
- McIninch, Thomas. "The Oxcart Story". Center for the Study of Intelligence, Central Intelligence Agency, 2 July 1996. Retrieved: 10 April 2009.
- Merlin, Peter W. From Archangel to Senior Crown: Design and Development of the Blackbird., Reston, Virginia: American Institute of Aeronautics and Astronautics (AIAA), 2008. ISBN 978-1-56347-933-5.
- Merlin, Peter W. "The Truth is Out There... SR-71 Serials and Designations". Air Enthusiast, No. 118, July/August 2005. Stamford, UK: Key Publishing, pp. 2–6. ISSN 0143-5450.
- Pace, Steve. Lockheed SR-71 Blackbird. Swindon, UK: Crowood Press, 2004. ISBN 1-86126-697-9.
- Remak, Jeannette and Joe Ventolo Jr. A-12 Blackbird Declassified. St. Paul, Minnesota: MBI Publishing Company, 2001. ISBN 0-7603-1000-9.
- Rich, Ben R. and Leo Janos. Skunk Works: A Personal Memoir of My Years at Lockheed. New York: Little, Brown and Company, 1994. ISBN 0-316-74330-5.
- Shul, Brian and Sheila Kathleen O'Grady. Sled Driver: Flying the World's Fastest Jet. Marysville, California: Gallery One, 1994. ISBN 0-929823-08-7.
- Shul, Brian and Walter Watson Jr. The Untouchables. Chico, California: Mach 1, Inc. 1993. ISBN 0-929823-12-5.
- Suhler, Paul A. From RAINBOW to GUSTO: Stealth and the Design of the Lockheed Blackbird (Library of Flight Series) . Reston, Virginia: American Institute of Aeronautics and Astronautics (AIAA), 2009. ISBN 978-1-60086-712-5.

其他来源
- Brandt, Steven A., Randall J. Stiles and John J. Bertin. Introduction to Aeronautics: A Design Perspective. Reston, Virginia: American Institute of Aeronautics & Astronautics, 2004, pp. 141–150. ISBN 1-56347-701-7.
- Brown, Kevin V. "America's SuperSecret Spy Plane." Popular Mechanics, June 1968, pp. 59–62, 190.
- Clarkson, Jeremy. I Know You Got Soul. London: Penguin Books Limited, 2006. ISBN 0-14-102292-2.
- Crickmore, Paul F. Lockheed Blackbird: Beyond the Secret Missions.[] Oxford, UK: Osprey Publishing, 2004. ISBN 1-84176-694-1.
- Crickmore, Paul and Jim Laurier. Lockheed SR-71 Operations in the Far East.[] Oxford, UK: Osprey Publishing, 2008. ISBN 1-84603-319-5.
- Darwall, Bjarne. Luftens Dirigenter (Air Conductors) (in Swedish). Nässjö, Sweden: Air Historic Research AB, 2004. ISBN 91-973892-6-9.
- Goodall, James and Jay Miller. "Lockheed's SR-71 'Blackbird' Family A-12, F-12, M-21, D-21, SR-71". Hinckley, UK: AeroFax-Midland Publishing, 2002. ISBN 1-85780-138-5.
- Grant, R.G. Flight: 100 Years of Aviation. New York: DK Publishing, 2007. ISBN 978-0-7566-1902-2.
- Hobson, Chris. Vietnam Air Losses, USAF, USN, USMC, Fixed-Wing Aircraft Losses in Southeast Asia 1961–1973. North Branch, Minnesota: Specialty Press, 2001. ISBN 1-85780-115-6.
- Merlin, Peter W. Design and Development of the Blackbird: Challenges and Lessons Learned. （页面存档备份，存于） Orlando, Florida: American Institute of Aeronautics and Astronautics (AIAA), 2009. AIAA 2009-1522.
- Merlin, Peter W. Mach 3+: NASA USAF YF-12 Flight Research 1969–1979. Washington, D.C.: Diane Publishing Co., NASA History Division Office, 2002. ISBN 1-4289-9458-0.
- Pappas, Terry. "The Blackbird is Back." Popular Mechanics, June 1991, pp. 27–31, 104–105.
- Sr-71 Blackbird Pilot's Flight Manual （页面存档备份，存于）.
- Reithmaier, Lawrence W. Mach 1 and Beyond. New York: McGraw-Hill, 1994, pp. 220–237. ISBN 0-07-052021-6.